# 레차도 마살로
레차도 마살로(언어 오류(gom): रेचाडो मसालो, 힌디어: रेचाड मसाला 레차드 마살라, 포르투갈어: recheado massala 헤셰아두 마살라[*])는 고아의 고추 소스이다. 발창, 소르포텔 등 여러 고아 요리를 만들 때 쓴다.

## 만들기
건고추(보통 카슈미르고추)를 식초(보통 야자식초)에 불려 두었다가, 마늘, 생강, 그슬리거나 캐러멜화한 양파 등 향신채 및 계피, 소두구, 정향, 쿠민, 후추 등 향신료, 강황가루 등 향신료 가루, 설탕, 타마린드, 식초와 함께 곱게 갈아 만든다.

## 같이 보기
- 고추 소스